# Carlo X Gustavo di Svezia
Carlo X Gustavo di Zweibrücken-Kleeburg (Nyköping, 8 novembre 1622 – Göteborg, 13 febbraio 1660) fu re di Svezia dal 1654 fino alla sua morte.
Carlo era figlio di Giovanni Casimiro, conte palatino di Zweibrücken-Kleeburg e di Caterina Vasa. Dopo la morte del padre, gli succedette come conte palatino. Sposò Edvige Eleonora di Holstein-Gottorp, che gli diede tra gli altri il successore Carlo XI. Carlo X Gustavo era il secondo re di Svezia della dinastia tedesca dei Wittelsbach dopo Cristoforo di Baviera (1441–1448) che era morto senza eredi. Prima di ascendere al trono svedese, venne nominato dal predecessore, la cugina Cristina di Svezia, duca di Eyland (Öland).
Il nome di Carlo X deriva da un'invenzione del XVI secolo in quanto la numerazione dei re era stata alterata in maniera fittizia, in quanto egli era de facto re col nome di Carlo IV, nome che però non adottò mai.

## Biografia

### La giovinezza e la nomina ad erede al trono
Figlio del conte Giovanni Casimiro del Palatinato-Zweibrücken-Kleeburg e della principessa Caterina Vasa, sorella di Gustavo II Adolfo, da giovane compì la sua formazione assieme alla principessa nonché cugina Cristina di Svezia. Intrapresa poi la carriera militare sotto la guida di Lennart Torstenson, fu in Germania, Paesi Bassi e Francia: si arruolò così contro gli Imperiali durante le guerre di Gustavo II in terra tedesca e, dopo quattro anni di lotte che lo avevano visto presente in grandi azioni sul campo come la Battaglia di Breitenfeld e quella di Jankov, tornò in patria e ricevette grandi onori. Dal 1646 al 1648 risiedette stabilmente presso la corte svedese, prospettandoglisi anche un possibile matrimonio con la regina Cristina.
Tale proposta, però, fallì per la particolare scelta della regina di non sposarsi ed egli tornò ancora una volta in Germania a combattere le forze degli austriaci. Quando, infine, la guerra terminò, la regina Cristina lo nominò quale suo successore al trono nel 1649, malgrado l'opposizione del Consiglio di Stato e del cancelliere Axel Oxenstierna. Nel 1648 era stato nel frattempo nominato comandante di tutte le forze svedesi impegnate in Germania. La conclusione della Pace di Vestfalia nell'ottobre del 1648, non gli consentì di poter godere di una grande gloria militare sul campo, ma come plenipotenziario in rappresentanza della Svezia a Norimberga gli diede l'opportunità di apprendere i segreti della diplomazia internazionale, scienza nella quale ben presto divenne maestro e che gli servirà una volta ottenuto il trono.
Quando nel 1654 la regina abdicò, Carlo poté assumere il titolo che gli spettava.

### I primi anni di regno
All'inizio del proprio regno, Carlo X si concentrò sul restaurare le discordie interne alla nazione svedese di modo da preparare il terreno per la sua nuova politica di espansione della potenza del regno. Il 24 ottobre 1654 contrasse un matrimonio politico con Edvige Eleonora di Holstein-Gottorp, figlia del duca Federico III, di modo da assicurarsi una futura alleanza con la Danimarca. Il Riksdag che convocò a Stoccolma nel marzo del 1655, consentì a Carlo X di esporre le principali problematiche da affrontare negli anni successivi del suo regno: la guerra contro gli oppositori alla potenza dell'impero svedese e la restituzione delle terre della corona alienate. Nel giro di tre giorni egli convocò un'apposita commissione presieduta dal re in persona nella quale Carlo X riuscì a persuadere i delegati che la guerra contro la Polonia era ormai necessaria e dava prova di essere molto vantaggiosa per la Svezia. Nel 1659 proclamò punizioni esemplari per quanti avessero cacciato di frodo nella tenuta reale di Ottenby, nell'Öland, in Svezia, ove fece realizzare a tale scopo un grande muro di mattoni per separare la parte inferiore dell'isola, sua riserva di caccia personale.

### La Prima guerra del nord (1655–1660)

#### La guerra polacco-lituana
Il 10 luglio 1655, Carlo X lasciò la Svezia per iniziare una guerra contro la Confederazione polacco-lituana, in quella che diventerà la Seconda guerra del nord (1655–1660). Carlo X si preparò alla guerra con 50.000 uomini e 50 navi da guerra. Le ostilità avevano già avuto inizio con l'occupazione di Dünaburg nella Livonia polacca ad opera degli svedesi il 1º luglio 1655. Il successivo 21 luglio 1655 l'esercito svedese al comando di Arvid Wittenberg attraversò la Polonia e procedette sino agli accampamenti della nobiltà della Grande Polonia (pospolite ruszenie) presso il fiume Noteć, con alcuni fanti di supporto. Il 25 luglio l'armata degli aristocratici polacchi capitolò ed i voivodati di Poznań e Kalisz si posero sotto la protezione del re di Svezia. Poco dopo gli svedesi entrarono a Varsavia senza opposizione ed occuparono l'intera Grande Polonia. Il re polacco, Giovanni II Casimiro (1648–68) della Casa di Vasa, si recò in Slesia dopo che le sue armate ebbero sofferto pesanti colpi. Un gran numero di nobili polacchi con i loro eserciti personali si unirono agli svedesi, tra cui molti dei famosi ussari. Molti polacchi vedevano infatti in Carlo X Gustavo un monarca forte che avrebbe potuto garantire alla nazione una migliore protezione di Giovanni II Casimiro.
Nel frattempo Carlo X Gustavo si avvicinò a Cracovia, città che gli svedesi riuscirono a catturare dopo due mesi di assedio. La caduta di Cracovia venne seguita dalla capitolazione dell'intero esercito reale polacco, ma prima della fine dell'anno la Polonia iniziò spontaneamente a reagire all'invasore. Il 18 novembre 1655 gli svedesi raggiunsero la fortezza-monastero di Częstochowa, ma i polacchi lo difesero e dopo un assedio di sette giorni gli invasori dovettero ritirarsi con gravi perdite. Questo successo eccitò l'entusiasmo popolare in Polonia e diede nuova vita al nazionalismo ed al ruolo sacrale della guerra contro Carlo X. Questi venne dipinto come un mercenario senza rispetto nemmeno per il parlamento polacco che rappresentava l'espressione della sovranità costituzionale.

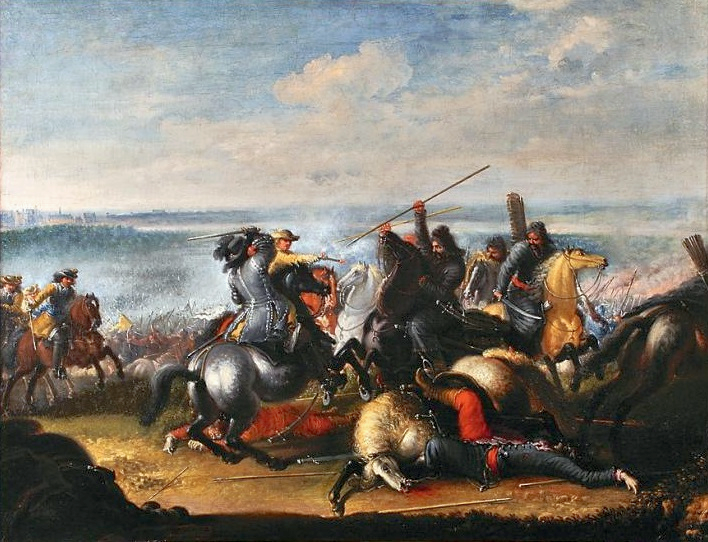
Carlo X in una schermaglia con dei tartari presso Varsavia

All'inizio del 1656 re Giovanni II Casimiro fece ritorno dall'esilio e riorganizzò l'esercito reale polacco, incrementandolo di numero. Carlo X a questo punto si concentrò sull'obbiettivo di conquistare la Prussia, ma anche questo obbiettivo rimase incompleto ed ebbe la negativa influenza di attirargli a nuovo nemico l'elettore di Brandeburgo, Federico Guglielmo I, allarmato dalle ambizioni del re svedese. Carlo però riuscì a forzare il principe-elettore a divenire suo alleato e vassallo col trattato di Königsberg del 17 gennaio 1656, ma le nuove sollevazioni popolari in Polonia richiesero la sua presenza ancora nella parte meridionale del paese. Per settimane egli continuò la guerriglia contro i polacchi, penetrando verso Jarosław nel Voivodato di Rutenia (województwo ruskie), ove perse due terzi dei suoi uomini. Nel frattempo, i russi siglarono un "cessate il fuoco" con la Confederazione polacco-lituana (Trattato di Vilno (1656)) e quindi iniziarono una campagna in Livonia conducendo un assedio contro Riga, la seconda città per grandezza e popolazione dell'impero svedese.
Carlo a questo punto venne costretto a ritirarsi da Jarosław a Varsavia ma anche questo atto si dimostrò un disastro, intrappolato come fu dalle pressanti forze polacco-lituane, in una regione paludosa e innevata. Il 21 giugno 1656 i polacchi ripresero Varsavia e quattro giorni dopo Carlo venne obbligato a richiedere l'assistenza di Federico Guglielmo col trattato di Marienburg (23 giugno 1656). Tra il 28 ed il 30 luglio le forze combinate di Svezia e Brandeburgo con un totale di 18.000 uomini, dopo tre giorni di battaglia, sconfissero i 40.000 uomini al servizio di Giovanni II Casimiro a Varsavia, riuscendo per la seconda volta ad occupare la capitale della Polonia, causando innumerevoli distruzioni alla città ed ai suoi abitanti. Ad ogni modo, anche questo sforzo non raggiunse lo scopo di Carlo X e quando Federico Guglielmo chiese al re svedese di iniziare ad intavolare dei negoziati di pace coi polacchi, questi ultimi rifiutarono i termini offerti e la guerra venne ripresa, costringendo il re di Svezia a concludere una nuova alleanza offensiva e difensiva con l'elettore di Brandeburgo (Trattato di Labiau, 20 novembre 1656) che sancì che Federico Guglielmo ed i suoi eredi avrebbero avuto la piena sovranità sulla Prussia orientale.

### La guerra contro la Danimarca

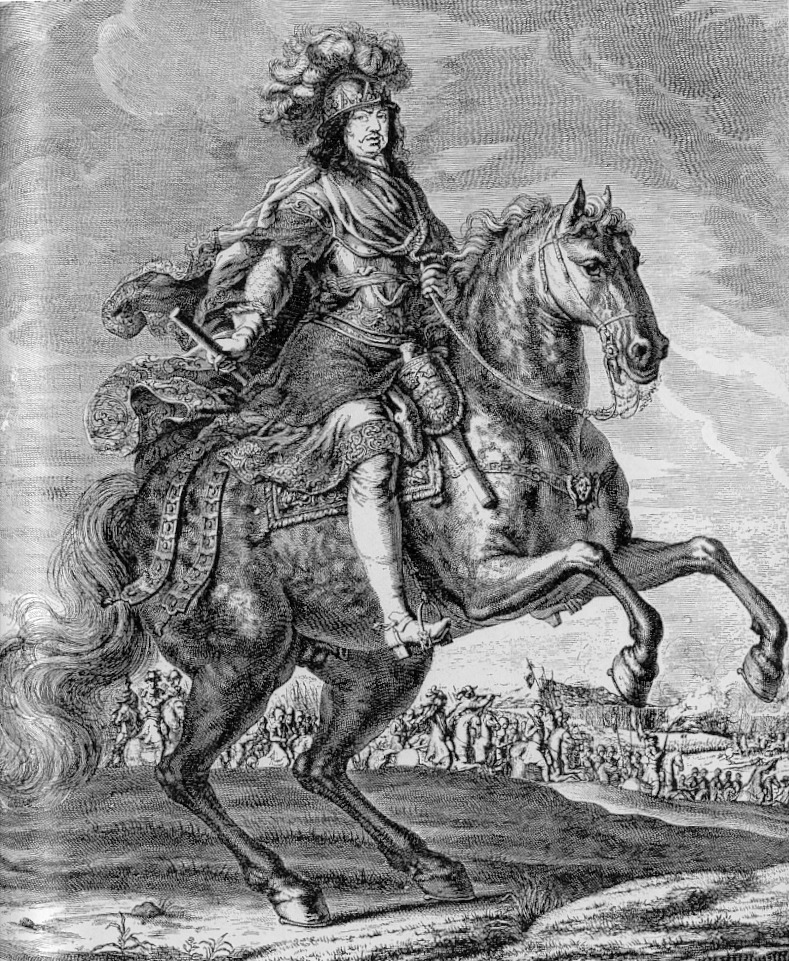
Carlo X in un'incisione tratta da un dipinto di David Klöcker Ehrenstrahl

Il trattato di Labiau portò ad una modifica essenziale nella politica di Carlo X sul Baltico, ma l'alleanza con l'elettore di Brandeburgo era divenuta ormai indispensabile su molti fronti. Le difficoltà di Carlo X in Polonia si crede abbiano infine smosso la dichiarazione di guerra alla Danimarca il 1º giugno 1657. Come aveva appreso in gioventù, Carlo X sapeva che la Danimarca era molto più vulnerabile se attaccata da sud e cioè dalla sua parte continentale e pertanto egli attaccò la Danimarca con una velocità che ne paralizzò la resistenza. Alla fine del giugno del 1657, alla testa di 8.000 veterani, Carlo X irruppe da Bromberg (Bydgoszcz) nella Pomerania meridionale e raggiunse i confini dell'Holstein il 18 luglio. L'esercito danese venne disperso e gli svedesi ebbero modo di riconquistare il Ducato di Brema. All'inizio dell'autunno di quell'anno, le truppe di Carlo X si accamparono per svernare nello Jutland. Ma la fortezza di Fredriksodde (Fredericia) accolse l'esercito svedese da metà agosto a metà ottobre, quando la flotta della Danimarca, dopo due giorni di battaglia costrinse gli svedesi ad abbandonare il progetto di attaccare le isole danesi. La posizione del re di Svezia era a questo punto divenuta critica dal momento che nel luglio di quell'anno la Danimarca e la Confederazione polacco-lituana avevano tra le altre cose concluso un'alleanza offensiva e difensiva. Cogliendo l'occasione per liberarsi dello scomodo alleato e capendo la propria posizione pericolosa sul continente europeo, l'elettore di Brandeburgo si unì a questa lega contro la Svezia, il che convinse Carlo X ad accettare la mediazione di Oliver Cromwell, Coenraad van Beuningen e del cardinale Mazzarino. I negoziati, ad ogni modo, non proseguirono e al rifiuto della Svezia Carlo X ricevette l'incoraggiante notizia della cattura di il 23 ottobre, iniziando i preparativi per lo spostamento delle sue truppe verso Funen via nave. Un'ultima disgrazia però colpì l'armata svedese: a metà dicembre del 1657 ebbe inizio un duro inverno che imperversò nella regione, così intenso da gelare una parte del mare dell'area del Piccolo Belt così da rendere impossibile la realizzazione delle operazioni nella maniera sperata.

#### Marcia attraverso i Belt

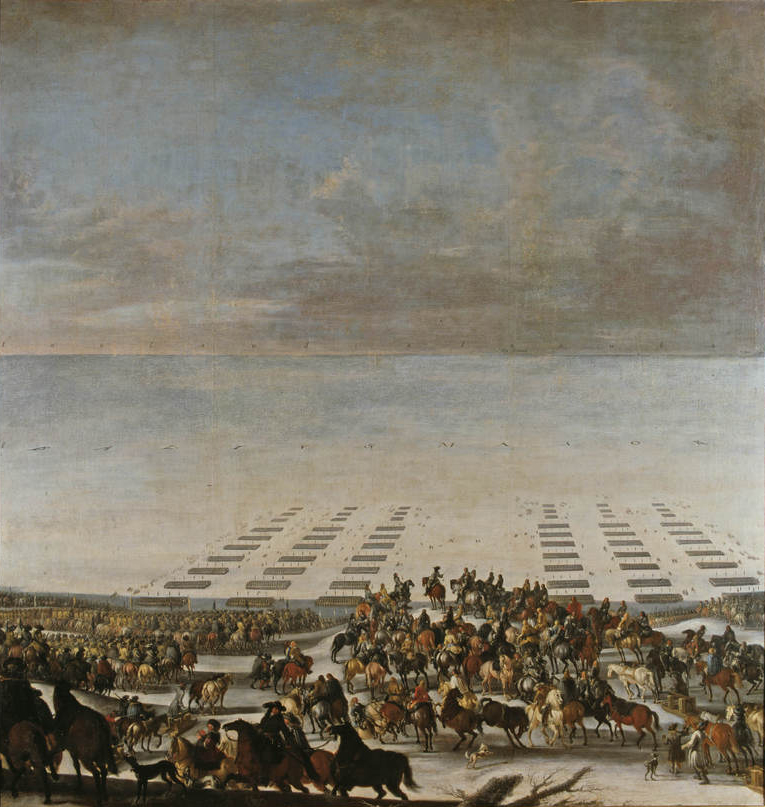
L'attraversamento del Grande Belt

Il 28 gennaio 1658, Carlo X giunse ad Haderslev nello Jutland meridionale. I suoi meteorologi stimavano che nel giro di un paio di giorni il ghiaccio del Piccolo Belt sarebbe divenuto solido al punto da consentire il passaggio delle sue truppe verso la Danimarca. Il freddo durante la notte del 29 gennaio fu infatti particolarmente pungente e la mattina del 30 gennaio il re svedese diede l'ordine di iniziare le operazioni, facendo smontare da cavallo i cavalieri e facendo attraversare cautamente l'area ai suoi appiedati, sin quando non avessero raggiunto la terraferma dalla parte opposta. Le truppe svedesi riuscirono a proseguire malgrado i colpi sparati dalle truppe danesi asserragliate sulla costa opposta perdendo solo due compagnie di cavalieri che scomparvero sotto il ghiaccio durante i combattimenti. Proseguendo la sua marcia, Carlo X puntava gli occhi fissi su Copenaghen, risoluto ad attraversare anche il Grande Belt. Ad ogni modo, egli seppe ascoltare il consiglio del suo capo ingegnere Erik Dahlberg, il quale fece la parte del pioniere sull'area e scelse una strada più tortuosa ma più sicura che toccava diverse altre tappe come le isole di Langeland, Lolland e Falster, anziché scegliere la via diretta da Nyborg a Korsør, il che avrebbe comportato il passaggio di un'ininterrotta distesa di ghiaccio sopra il mare. Quel giorno, alle due di notte, venne convocato d'urgenza un consiglio di guerra presieduto dal re per considerare la praticabilità della proposta di Dahlberg, considerandola un azzardo. Persino il re tentennava, ma Dahlberg persisteva nella sua opinione. La notte del 5 febbraio il transito riprese con di fronte la cavalleria a spianare la strada di ghiaccio coperto di neve ma col rischio di incrinare lo spesso strato di ghiaccio con gli zoccoli dei cavalli, causando seri pericoli alla fanteria che faceva seguito. Alle tre del pomeriggio, con Dahlberg in testa, l'esercito raggiunse Grimsted nel Lolland senza la perdita di uomini; l'8 febbraio Carlo raggiunse Falster e l'11 febbraio infine raggiunse sano e salvo il suolo di Sjælland ove fece realizzare una medaglia per commemorare l'evento con l'iscrizione: Natura hoc debuit uni. Per la Svezia questo passaggio rappresentava una riproposizione mitica dell'impresa condotta da Guglielmo di Modena alla testa delle truppe dell'Ordine livoniano per la conquista di Saaremaa (Osel) nel gennaio del 1227 o a quella dei russi lungo il Golfo di Bothnia dalla Finlandia. L'impressione di quest'impresa militare fu tale che il governo svedese concluse in breve tempo con quello danese due trattati, quello di Taastrup il 18 febbraio e quello di Roskilde il 26 febbraio 1658, a causa dei quali la Danimarca perse gran parte del proprio territorio per salvare il rimanente al proprio governo. Ad ogni modo, Carlo X continuò i suoi sforzi bellici contro la Danimarca.
Il 17 luglio iniziò l'assedio a Copenaghen contro re Federico III di Danimarca, ma i danesi riuscirono a respingere gli assalti principali e riuscirono a riprendere il pieno controllo della città grazie all'alleata flotta olandese comandata dall'Ammiraglio Luogotenente Jacob van Wassenaer Obdam, sconfiggendo la flotta svedese nella Battaglia del Sound del 29 ottobre 1658. Gli olandesi liberarono le isole danesi nel 1659. Dal momento che il commercio nel Baltico era vitale per l'economia olandese, era ovvio che l'intervento dei Paesi Bassi nel conflitto fosse essenzialmente risolto a tutelare l'alleato commerciale danese.

### Gli Stati Generali di Göteborg
Carlo X acconsentì alla riapertura dei negoziati con la Danimarca nello stesso tempo proponendo nuove pressioni alla nazione rivale con una campagna in Norvegia nell'inverno del 1659. Quest'operazione richiedeva però nuovi fondi da parte del suo popolo, il che lo obbligò nel dicembre di quell'anno a convocare gli Stati Generali che vennero convocati a Göteborg. Il terzo stato protestò per l'introduzione di nuove tasse, ma venne persuaso da Carlo X ad accettarle.

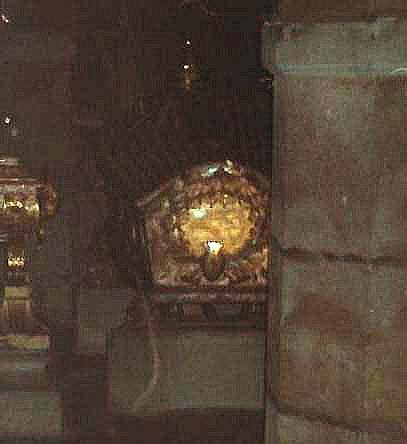
L'elaborata bara di re Carlo X Gustavo nella Chiesa di Riddarholmen a Stoccolma.

### La malattia e la morte
Poco dopo l'apertura degli Stati Generali il 4 gennaio 1660, Carlo X Gustavo iniziò a dare sintomi di una banale influenza. Ignorando la sua malattia, egli si recò ripetutamente a Göteborg per ispezionare le proprie truppe e far vedere la vicinanza del re ai soldati, sin quando i suoi sintomi non peggiorarono con raffreddore e mal di testa. Il 15 gennaio il fisico di corte Johann Köster giunse sul posto e, per un errore, scambiò la polmonite che il sovrano aveva contratto per scorbuto e dispepsia. Köster iniziò dunque una "cura" che includeva applicazioni di clistere, lassativi, salasso e polvere per starnutire. Dopo tre settimane, la febbre era passata e la tosse sembrava migliorare, ma la polmonite riuscì ad evolversi in setticemia dall'8 febbraio.
Il 12 febbraio Carlo X Gustavo firmò il suo testamento: suo figlio Carlo XI di Svezia, ancora minorenne, venne nominato suo successore con un consiglio di reggenza composto da sei tra parenti ed amici fidati. Carlo X Gustavo morì il giorno successivo all'età di soli 37 anni.

## Discendenza
Sposò Edvige Eleonora di Holstein-Gottorp dalla quale ebbe l'unico figlio legittimo che gli succedette all'età di quattro anni col nome di Carlo XI di Svezia. Ebbe anche un figlio illegittimo dalla sua amante Brigitta Allerts.

## Ascendenza
|                                                       |                     |                                | Genitori                      |  |  | Nonni |  |  | Bisnonni                            |  |  | Trisnonni                           |  |
|                                                       |                     |                                |                               |  |  |       |  |  | Volfango del Palatinato-Zweibrücken |  |  | Luigi II del Palatinato-Zweibrücken |  |
|                                                       |                     |                                |                               |  |  |       |  |  | Volfango del Palatinato-Zweibrücken |  |  | Luigi II del Palatinato-Zweibrücken |  |
|                                                       |                     | Elisabetta d'Assia             |                               |  |  |       |  |  | Volfango del Palatinato-Zweibrücken |  |  |                                     |  |
| Giovanni I del Palatinato-Zweibrücken                 |                     |                                |                               |  |  |       |  |  | Volfango del Palatinato-Zweibrücken |  |  |                                     |  |
|                                                       |                     | Anna d'Assia                   | Filippo I d'Assia             |  |  |       |  |  |                                     |  |  |                                     |  |
|                                                       |                     | Anna d'Assia                   | Filippo I d'Assia             |  |  |       |  |  |                                     |  |  |                                     |  |
|                                                       |                     | Anna d'Assia                   | Cristina di Sassonia          |  |  |       |  |  |                                     |  |  |                                     |  |
| Giovanni Casimiro del Palatinato-Zweibrücken-Kleeburg |                     | Anna d'Assia                   |                               |  |  |       |  |  |                                     |  |  |                                     |  |
|                                                       |                     | Guglielmo di Jülich-Kleve-Berg | Giovanni III di Kleve         |  |  |       |  |  |                                     |  |  |                                     |  |
|                                                       |                     | Guglielmo di Jülich-Kleve-Berg | Giovanni III di Kleve         |  |  |       |  |  |                                     |  |  |                                     |  |
|                                                       |                     | Guglielmo di Jülich-Kleve-Berg | Maria di Jülich-Berg          |  |  |       |  |  |                                     |  |  |                                     |  |
| Maddalena di Jülich-Kleve-Berg                        |                     | Guglielmo di Jülich-Kleve-Berg |                               |  |  |       |  |  |                                     |  |  |                                     |  |
|                                                       |                     | Maria d'Austria                | Ferdinando I d'Asburgo        |  |  |       |  |  |                                     |  |  |                                     |  |
|                                                       |                     | Maria d'Austria                | Ferdinando I d'Asburgo        |  |  |       |  |  |                                     |  |  |                                     |  |
|                                                       |                     | Maria d'Austria                | Anna Jagellone                |  |  |       |  |  |                                     |  |  |                                     |  |
| Carlo X Gustavo di Svezia                             |                     | Maria d'Austria                |                               |  |  |       |  |  |                                     |  |  |                                     |  |
|                                                       | Gustavo I di Svezia | Erik Johansson Vasa            |                               |  |  |       |  |  |                                     |  |  |                                     |  |
|                                                       | Gustavo I di Svezia | Erik Johansson Vasa            |                               |  |  |       |  |  |                                     |  |  |                                     |  |
|                                                       | Gustavo I di Svezia | Cecilia Månsdotter Eka         |                               |  |  |       |  |  |                                     |  |  |                                     |  |
| Carlo IX di Svezia                                    | Gustavo I di Svezia |                                |                               |  |  |       |  |  |                                     |  |  |                                     |  |
|                                                       |                     | Margherita Leijonhufvud        | Erik Abrahamsson Leijonhufvud |  |  |       |  |  |                                     |  |  |                                     |  |
|                                                       |                     | Margherita Leijonhufvud        | Erik Abrahamsson Leijonhufvud |  |  |       |  |  |                                     |  |  |                                     |  |
|                                                       |                     | Margherita Leijonhufvud        | Ebba Eriksdotter Vasa         |  |  |       |  |  |                                     |  |  |                                     |  |
| Caterina di Svezia                                    |                     | Margherita Leijonhufvud        |                               |  |  |       |  |  |                                     |  |  |                                     |  |
|                                                       |                     | Ludovico VI del Palatinato     | Federico III del Palatinato   |  |  |       |  |  |                                     |  |  |                                     |  |
|                                                       |                     | Ludovico VI del Palatinato     | Federico III del Palatinato   |  |  |       |  |  |                                     |  |  |                                     |  |
|                                                       |                     | Ludovico VI del Palatinato     | Maria di Brandeburgo-Kulmbach |  |  |       |  |  |                                     |  |  |                                     |  |
| Anna Maria di Wittelsbach-Simmern                     |                     | Ludovico VI del Palatinato     |                               |  |  |       |  |  |                                     |  |  |                                     |  |
|                                                       |                     | Elisabetta d'Assia             | Filippo I d'Assia             |  |  |       |  |  |                                     |  |  |                                     |  |
|                                                       |                     | Elisabetta d'Assia             | Filippo I d'Assia             |  |  |       |  |  |                                     |  |  |                                     |  |
|                                                       |                     | Elisabetta d'Assia             | Cristina di Sassonia          |  |  |       |  |  |                                     |  |  |                                     |  |
|                                                       |                     | Elisabetta d'Assia             |                               |  |  |       |  |  |                                     |  |  |                                     |  |